# 立山站
立山站（日语：／ Tateyama eki */?）是位於富山縣中新川郡立山町的鐵路車站，現時由富山地方鐵道和立山黑部貫光旗下的立山黑部貫光立山纜車共同使用。站房主體由富山地方鐵道管理，立山纜車的車站則位於站房中的二樓。

## 車站結構

### 富山地方鐵道
車站編號為T56，是立山線的終點站，停靠所有等級的列車。全年都會有兩班特急列車開往電鐵富山站，而當立山開放期間，更有特急列車「阿爾卑斯號」經寺田站前往宇奈月溫泉站。另外，除「阿爾卑斯號」外，由本站所開出的列車，均全部駛至電鐵富山站，並沒有任何區間服務。

#### 站房
以水泥建成的兩層高站房，於1982年啟用，如連同開線初期的臨時站房在內，本站房為第3代站房。
站務相關設施皆全部設於地下，正門前方為車站廣場及巴士總站，從正門進入站房，會先經過上行樓梯到達二樓，右邊即為立山纜車的服務櫃位及閘口，如前往立山線月台，則直行至樓梯口再沿另一條樓梯往下方走才到達。到達後，前方即為候車大堂，後端為自動售票機及站務室，右側為閘口，後方則設有儲物櫃、洗手間及另一個出入口。
當中接近站務員窗口的一對閘口設有一部對應IC卡的讀卡器，其餘5個閘口為有人檢票，相對地鐵其他有人車站，本站職員的服務時間較短，如立山纜車營業時，站員會由7:30至18:30駐守，但冬季纜車休業時，站員服務將會提早至17:30完結。當職員不在時，設有IC卡讀卡器的一對閘口會改為開放式（但讀卡器則會停止使用），一切購票、驗票事宜皆會由列車上的車掌負責。進入閘口後即到達1號月台。
除正門入口外，位於富山縣道43號、靠近1號月台旁亦有一個較細小的入口，直接到達候車大堂。

#### 月台配置
港灣式月台設計，提供島式月台及側式月台各1座，但島式月台（2號月台）通常只用作較遠的一條路軌作上、落客用，靠向近站房路軌的一邊月台並不使用，所以像2個側式月台的設計。1號月台與閘口相鄰，而2號月台則需繞過港灣月台旁的通道進出。有效長度為4輛，當中由末端計約3輛位置設有上蓋或本身已在站房建築物內。
| 月台 | 路線    | 方向 | 目的地                                                     | 備註 |
| ---- | ------- | ---- | ---------------------------------------------------------- | ---- |
| 1、2 | ■立山線 | 上行 | 電鐵富山方向 經■本線前往宇奈月溫泉站（1/4至30/11期間）方向 |      |

### 立山黑部貫光立山纜車

#### 站房
與富山地方鐵道共用同一座站房，主要部份位於一樓的售票窗口，它正位於車站廣場正門旁，面向巴士總站。主要為乘坐非地鐵列車到達立山的遊客而設（因乘坐地鐵的，大都同時已在電鐵富山站的服務櫃位內購入了立山黑部阿爾卑斯山脈路線車票）。售票處除發售立山纜車的乘車劵外，亦同時發售不同種類的立山黑部阿爾卑斯山脈路線車票。
購票後，如乘搭富山地方鐵道一樣，沿正門樓梯前往二樓右邊的閘口等候進站。個人乘客的閘口沿靠近服務窗口的一邊排隊；超過15人的團體可於另一邊排隊，並可優先乘搭纜車。

#### 月台
建於站房旁邊的山坡，沿閘口後的有蓋通道便可到達，設有側式月台2個，並沒有配有編號，路軌和纜索設於中央，候車乘客於左側月台乘車（但列車未到達時，乘客只可以先在月台外圍等候），右側只用作下車乘客離開之用。
| 月台     | 路線    | 目的地     | 備註 |
| -------- | ------- | ---------- | ---- |
| 遠離站房 | ■鋼索線 | 美女平方向 |      |
| 靠近站房 | ■鋼索線 | 只供下車   |      |

## 歷史
- 1954年：

- 8月1日：立山開發鐵道立山線粟巢野站～本站開通，暫時使用臨時站房。
- 8月13日：立山開發鐵道鋼索線「千壽原站」（千寿ヶ原駅）開業。

- 1955年7月1日：立山站臨時站～千壽原站間開業，臨時站廢站。
- 1962年4月1日：立山開發鐵道把小見～本站～千壽原的路段的經營權交回富山地方鐵道。
- 1970年7月1日：因配合日本國有鐵道及名古屋鐵道列車直通運轉至此，本站改名為「立山站」[3]。
- 1982年10月19日：新站房建成。
- 2005年10月1日：立山開發鐵道與立山黒部貫光合併，立山纜車變為立山黑部貫光的路線。
- 2019年3月16日：富山地方鐵道增設車站編號[4]。

## 利用人數
只列車使用立山線的人數
| 乘車人員推算 | 乘車人員推算    |
| 年度         | 1日平均上落人數 |
| ------------ | --------------- |
| 1998年       | 562             |
| 1999年       | 504             |
| 2000年       | 471             |
| 2001年       | 406             |
| 2002年       | 380             |
| 2003年       | 387             |
| 2004年       | 365             |
| 2005年       | 309             |
| 2006年       | 314             |
| 2007年       | 309             |
| 2008年       | 337             |
| 2009年       | 320             |
| 2010年       | 300             |
| 2011年       | 266             |
| 2012年       | 266             |
| 2013年       | 352             |
| 2014年       | 392             |
| 2015年       | 591             |
| 2016年       | 592             |
| 2017年       | 623             |
| 2018年       | 620             |

## 相鄰車站
富山地方鐵道
■立山線
特急「阿爾卑斯」（只限15/4至30/11）
寺田（T08）- 立山（T56）
特急「立山」
有峰口（T54）- 立山（T56）
快速急行（下行）、普通
本宮（T55）- 立山（T56）
- 立山黑部貫光

■立山黑部貫光立山纜車（鋼索線）（立山黑部阿爾卑斯山脈路線）
立山 - 美女平

## 外部連結
- 富山地方鐵道立山站公式網頁。 （页面存档备份，存于）（日語）
- 立山黑部貫光立山纜車立山站公式網頁。 （页面存档备份，存于）（日語）